# Koncert (hudební skladba)
Koncert je hudební skladba pro jeden nebo několik sólových nástrojů s doprovodem orchestru. Od 18. století má obvykle sonátovou formu a do třetí (někdy i do druhé nebo eventuální čtvrté) věty se mnohdy vkládají tzv. kadence, původně improvizace, v nichž interpret předvádí svou virtuozitu.

## Historie
Slovo "koncert" je převzato z italštiny a odvozuje se od latinského concertare, přít se, zápasit. Název poprvé použil italský skladatel Lodovico Grossi da Viadana (1560–1627) pro sborové církevní skladby s basovým doprovodem. Také Johann Sebastian Bach nazýval své kantáty „koncerty“. Italští barokní skladatelé Alessandro Stradella (1639-1682), Giuseppe Torelli (1658-1709) a Arcangelo Corelli (1653-1713) vypracovali hudební formu, při které se navzájem doplňuje několik sólových nástrojů (concertino, nejčastěji dvoje housle a violoncello) se smyčcovým orchestrem a varhanami (basso continuo). Věty s rychlým tempem (allegro) se střídají s pomalejšími (adagio, andante). Podle velikosti orchestru se rozlišuje komorní koncert (concerto da camera) a concerto grosso. Tuto druhou formu dále rozvíjeli například Antonio Vivaldi a Georg Friedrich Händel. Druhý jmenovaný skladatel do orchestru zařadil i dechové nástroje. Klasickou třívětou formu s kadencí resp. dvěma kadencemi dal koncertním skladbám Wolfgang Amadeus Mozart (1756-1791), který psal koncerty pro klavír, housle i pro dechové nástroje. Koncertní skladby o třech nebo později i čtyřech větách, obvykle pro jeden sólový nástroj (nejčastěji klavír) pak psali téměř všichni skladatelé 19. století. Ve 20. století se forma koncertu rozvolnila, pěstuje se však i v současnosti.

## Instrumentální koncerty

### Kytarový koncert
Kytarový koncert je skladba pro sólovou kytaru (i jazzovou) nebo pro více kytar, a orchestr.

#### Nejznámější kytarové koncerty
Mezi nejznámější kytarové koncerty patří:
- Concierto de Aranjuez od Joaquina Rodriga
- Koncert D dur pro kytaru a orchestr od Antonia Vivaldiho
- Koncert A dur pro kytaru a smyčcový orchestr od Maura Giulianiho
- Koncert D dur č. 1 pro kytaru a orchestr, jehož autorem je Mario Castelnuovo-Tedesco